# ヨハン・アドルフ2世 (ザクセン＝ヴァイセンフェルス公)
ザクセン＝ヴァイセンフェルス公ヨハン・アドルフ2世（ドイツ語：Johann Adolf II. von Sachsen-Weißenfels、1685年9月4日 ヴァイセンフェルス - 1746年5月16日 ライプツィヒ）は、第5代かつ最後のザクセン＝ヴァイセンフェルス（Sachsen-Weißenfels）公。

## 家系
ザクセン＝ヴァイセンフェルス公ヨハン・アドルフ1世（Johann Adolf I. von Sachsen-Weißenfels）と、その妻であるザクセン・アルテンブルク公フリードリヒ・ヴィルヘルム2世（Friedrich Wilhelm II. von Sachsen-Altenburg）の娘ヨハンナ・マグダレーナ（Johanna Magdalena von Sachsen-Altenburg）の7番目の末子。母は生まれてからわずか5ヶ月で亡くなった。

## ポーランド継承戦争
ポーランド継承戦争では、ザクセン軍を率いてポーランドに侵入した（1733年10月）。その後3年間、ザクセン軍は主にポーランド南部に留まったが、王位継承のライバル候補であるスタニスワフ・レシチンスキが敗れた後、ザクセン選帝侯アウグスト2世がポーランド王に即位するまで、ザクセン軍はポーランド南部に留まった。同じ年、兄が子を持たずに亡くなったため、ザクセン・ヴァイセンフェルス公を相続した。
第二次シレジア戦争の際、プロイセン軍がザクセンの国境を越えたため、ザクセンとオーストリアは共同でプロイセンに対抗することで合意した。ザクセン軍はシレジア北部でプロイセンを遮断し、オーストリア軍は南から進撃する計画であった。しかし、1745年6月、ホーエンフリードベルグの戦いで敗れてしまった。ヨハン・アドルフは、1745年9月に新たな攻勢作戦を計画したが、2週間後には考えを改めた。そのため、選帝侯の非嫡出の異母兄であるフレデリック・アウグスト・ルトウスキ伯爵が総司令官に就任した。
ケッセルスドルフの戦いの後、選帝侯は異母兄のルトウスキを総司令官から外し、ヨハン・アドルフを復職させ、1745年12月1日から総司令官としての任務を開始した。また、選帝侯とブリュール公使ハインリヒが不在の間、彼はザクセン政府の長に任命された。
ザクセン軍とともにボヘミアに退却した5ヵ月後に心臓発作で死亡。享年61。